# Michael Barkun
Michael Barkun  né le 8 avril 1938, est un professeur émérite de sciences politiques dans l'université privée non-confessionnelle Maxwell School of Citizenship and Public Affairs, située à Syracuse, État de New York. Spécialisé dans l'étude de l'extrémisme politique et de la relation entre religion et violence, il est l'auteur de nombreux ouvrages sur le sujet.

## Consultant
Barkun a agi en tant que consultant pour le Federal Bureau of Investigation. En tant que membre de la commission consultative spéciale du groupe de réaction aux incidents critiques du FBI de fin 1995 à début 1996, il a dispensé une formation et présenté des exposés sur les groupes extrémistes. Il siège au comité de rédaction de Terrorism and Political Violence et de Nova Religio, et a été rédacteur en chef de Communal Societies de 1987 à 1994. Il a édité la série de livres Religion and Politics pour la Syracuse University Press. Il a remporté le prix de chercheur distingué 2003 de la Communal Studies Association, et le Myers Center Award pour l’étude des droits de l’homme pour son livre Religion and the Racist Right.

## Centre d’intérêt
Barkun se concentre particulièrement sur les mouvements millénaristes et utopiques, le terrorisme et les  armes de l'Apocalypse, ainsi que sur les Protocoles des Sages de Sion (qui se sont révélés être un canular). Ses livres ont été passés en revue par le New York Times le New York Sun, le professeur Montana et le terrorisme et la violence politique. Dans un article de 2004, l’historien Paul S. Boyer a écrit que Barkun "connaît bien le monde mystérieux du monde contemporain", les théoriciens du complot "plus" que tout autre érudit en Amérique".

## Recherche sur lathéorie du complot
Barkun a classé les théories du complot en trois types :
- Théories du complot événement. Cela fait référence à des événements limités et bien définis. Des exemples peuvent inclure des théories du complot telles que celles concernant l' assassinat de John F. Kennedy, les attentats du 11 septembre 2001, et la propagation du sida.
- Théories du complot systémiques. On croit que le complot vise des objectifs généraux, généralement conçus pour assurer le contrôle d'un pays, d'une région ou même du monde entier. Les objectifs sont ambitieux, tandis que la machinerie conspiratrice est généralement simple : une seule organisation perverse met en œuvre un plan pour infiltrer et renverser les institutions existantes. C'est un scénario courant dans les théories du complot qui se concentrent sur les machinations présumées des juifs, des francs - maçons, du communisme ou de l'Église catholique.
- Théories de Super complot. Pour Barkun, de telles théories lient hiérarchiquement de multiples complots présumés. Au sommet se trouve une force maléfique lointaine mais toute puissante. Ses exemples cités sont les idées de David Icke et Milton William Cooper, avec, par exemple, un groupe caché, lui même manipulé, comme la prétendue résurgence des Illuminati d'Adam Weishaupt.

Barkun discute de quatre types de groupes classés en fonction de la nature du secret impliqué : une théorie du complot de type 1 fait référence à un groupe secret qui agit en secret, et une théorie du complot de type 3 fait référence à un groupe connu qui agit en secret (les types 2 et 4 se situent en dehors de théorie du complot).

## Œuvres
Les principaux ouvrages, de l'auteur, sont notamment axés sur la  religion et la droite raciste, les origines du mouvement de l'identité chrétienne, la culture de la conspiration, et l'imagination populaire face aux problèmes de sécurité intérieure :
- (en) 'United Nations System and Its Functions: Selected Readings  (1968; co-édité avec Robert W. Gregg ). Publié dans Princeton, NJ par Van Nostrand sous forme de livre relié et relié de 460 pages. Une partie de la série de science politique Van Nostrand.
- (en) Law Without Sanctions: Order in Primitive Societies and the World Community  (1968). Publié par Yale University Press sous forme de livre relié de 179 pages.
- (en) International Law and the Social Sciences (1970; avec Wesley L. Gould ). Publié par Princeton University Press en 338 pages  (ISBN 0691075301).
- (en)  Social Science Literature: A Bibliography for International Law  (1972; avec Wesley L. Gould ). Publié à Princeton, NJ pour la Société américaine de droit international par la Princeton University Press sous forme de livre relié de 662 pages  (ISBN 0691092257). Il a été republié en format de poche en 2015 dans le cadre de la série Princeton Legacy Library  (ISBN 0691619514).
- (en) Law and the Social System (1973; en tant qu'éditeur). Publié à New York par Lieber-Atherton sous forme de livre relié  (ISBN 0883110067) et de livre de poche  (ISBN 0883110075).
- (en) Disaster and the Millennium (1974). Publié à New Haven par Yale University Press sous forme de livre relié de 246 pages  (ISBN 0300017251). Il a été republié en livre de poche en 1986 par Syracuse University Press  (ISBN 0815623925).
- (en) Crucible of the Millennium: Le quartier de New York détruit dans les années 1840 (1986) Publié par Syracuse University Press sous forme de livre relié de 194 pages  (ISBN 0815623712) et de livre de poche  (ISBN 081562378X).
- (en) Religion and the Racist Right: Les origines du mouvement de l'identité chrétienne (1994). Publié dans Chapel Hill, NC par les presses de l’Université de Caroline du Nord sous forme de livre relié  (ISBN 0807821454) et de livre de poche  (ISBN 0807844519). Une édition révisée a été publiée en 1997 sous forme de livre relié de 330 pages  (ISBN 0807823287) et de livre de poche  (ISBN 0807846384).
- (en) Millennialism and Violence  (1996) (en tant qu'éditeur). Publié à Londres et à Portland, Oregon par F. Cass sous forme de livre relié  (ISBN 071464708X) et de livre de poche  (ISBN 0714642509). C'était la deuxième fois de la série Cass sur la violence politique.
- (en)  Culture of Conspiracy: visions apocalyptiques dans l'Amérique contemporaine (2003). Publié à Berkeley, CA par University of California Press sous forme de livre relié de 243 pages  (ISBN 0520238052). C'était le 15e livre de la série Études comparatives sur la religion et la société. Une édition de poche de 251 pages a été publiée en 2006  (ISBN 0520248120). Une deuxième édition a été publiée en 2013 sous forme de livre de poche de 320 pages  (ISBN 0520276825).
- * Chasing Phantoms: réalité, imagination et sécurité intérieure depuis le 11 septembre (2011). Publié par la Presse de l’Université de Caroline du Nord (208 pages)  (ISBN 9780807834701). Une édition de poche a été publiée en 2014  (ISBN 1469622262).